# Nanoški sir
Nanoški sir je trdi kravji sir z zaščitenim geografskim poreklom, iz območja zgornje Vipavske doline, odličen za rezanje. 

## Značilnosti
Premer okroglega hlebca, visokega 7 do 12 cm, je 32 do 34 cm. Teža hlebca nanoškega sira, z ozirom na velikost, varira med 8 in 9 kg. Oblika hlebca je rahlo zaobljena. Skorja nanoškega sira je rumena, z odtenkom opečnato rdeče do rjave barve, ponekod so lahko vidne sledi plemenite plesni. Skorja je gladka, suha, brez razpok in poškodb. Na prerezu je sir intenzivno rumene barve, testo je elastično, gibko, prožno, gladko in čvrsto, v testu so lahko redko posejana drobna do srednje velika očesa nepravilnih oblik. Vonj sira je čist, okus pa rahlo pikanten, prijetno slan in intenziven. Sir zorijo v zgornjem delu Vipavske doline, pod vplivom tamkajšnje značilne burje, ki piha prek doline z vrha nanoške planote. Prava plesen na površini sira je tako zagotovilo za njegov značilen okus.

## Zgodovina
Nanoški sir so na planoti Nanos, po kateri nosi tudi ime, izdelovali že v 16. stoletju. V preteklosti je vzhodni del planote pripadal vaškim pašnim skupnostim iz Podnanosa, Lozic in Podrage, zahodni del pa pašnim skupnostim  Vrhpolja in Vipave. Na Nanosu obstajajo še danes trije veliki pašni predeli, to so Ravnik, Orlovše in Lipe. Nanoška planota je že v preteklosti bila gospodarsko in geografsko pomembna za širši okoliš, saj je Nanos prvič zapisan v urbarju
vipavske graščine iz leta 1572. V urbarju vipavske graščine iz 19. stoletja so navedene tudi najemnine za planine, kar dokazuje, da je bilo pašništvo na Nanosu razvito že tedaj. Zaradi pomena pašništva in tradicije sirarstva na Nanoški planoti se že od nekdaj, za sire, proizvedene na tem območju, uporablja ime nanoški sir. Po drugi svetovni vojni sta ovčereja in sirarstvo na nanoških planinah močno upadla.  Nekateri starejši Tržačani se nanoškega sira še spomnijo, vendar se ga po letu 1954 ni več dobilo.

## Proizvodnja
Z izdelavo nanoškega sira je leta 1986 ponovno pričela Mlekarna Vipava, kjer sedaj nanoški sir zaradi pomanjkanja ovčjega mleka izdelujejo iz toplotno obdelanega kravjega mleka.  Kemična sestava sira po zorenju mora biti najmanj 60% suhe snovi, z najmanj 45% maščobe v suhi snovi.
Območje prireje mleka za nanoški sir obsega območje Nanosa, Vipavske doline, Krasa, Trnovsko-Banjške planote, Postojnske kotline in dela Idrijskega hribovja. Omenjeno mleko je pridobljeno izključno od krav sivo rjave pasme.
V Sloveniji je bil Nanoški sir kot zaščiteno živilo registriran leta 2003. Ustanovljeno je bilo Gospodarsko interesno združenje Nanoški sir, ki skrbi, da potekajo vsi postopki izdelave nanoškega sira skladno s predpisi v specifikaciji.
Septembra 2011 je Nanoški sir pridobil zaščito na Evropski ravni, to pomeni, da je kot zaščiteno živilo z označbo porekla zaščiten znotraj cele Evropske Unije.

### Zaščita označbe porekla
Siri, ki ustrezajo kriterijem za označitev z znakom Nanoški sir, se pred prodajo ali razrezom žigosajo z znakom Združenja proizvajalcev Nanoškega sira, ki je prikazan z narciso in napisom »Nanoški sir«. Znak se vtisne na površini sira tako, da je po razrezu sira na posamezne izseke kroga, na vsakem koščku del znaka. Vsak kos predpakiranega sira mora biti označen tudi z oznako serije. Originalni nanoški sir se označi tudi s pripadajočim znakom Skupnosti za živilo z zaščitenim geografskim poreklom, ter z nacionalnim simbolom kakovosti.